# Marzenin (województwo wielkopolskie)
Marzenin – wieś w Polsce położona w województwie wielkopolskim, w powiecie wrzesińskim, w gminie Września.
Wieś duchowna Marzenino, własność kapituły katedralnej gnieźnieńskiej, pod koniec XVI wieku leżała w powiecie gnieźnieńskim województwa kaliskiego. W latach 1975–1998 miejscowość administracyjnie należała do województwa poznańskiego.
We wsi mieszka około 800 osób. W Marzeninie działa Zespół Szkół im. Marii Konopnickiej (szkoła podstawowa i gimnazjum). We wsi znajduje się zabytkowy kościół parafialny św. Mikołaja z 1846–1848 oraz znajdujący się przy nim cmentarz parafialny z zabytkowymi nagrobkami. We wsi znajduje się także zabytkowa, czynna gorzelnia oraz park dworski.
We wschodniej części wsi znajduje się przystanek kolejowy Marzenin. Wieś ma regularne połączenia PKS do Wrześni i Czerniejewa.
Z Marzenina pochodzą:
- Stanisław Twardy, występujący również jako Stanisław Mareniusz (1532-1580), ksiądz, poeta, tłumacz, świetny mówca, profesor Uniwersytetu Jagiellońskiego[5] (jego brat Marcin Twardy zarządzał w roku 1587 folwarkiem Marzenin powstałym w 1569),
- Przemysław Cypryański (ur. 1981), aktor teatralny, telewizyjny i filmowy, który wychowywał się tutaj, uczęszczał do miejscowej szkoły oraz spędził młodość.
- Marian Zdzisław Stawniak (ur. 31 stycznia 1922, zm. 10 marca 1996 w Łodzi) – nauczyciel chemii, działacz krajoznawczy PTTK, przewodnik turystyczny.